# Pakoros d'Arménie
Pakoros, Pacoros ou Bak(o)ur (en arménien Բակուր) est un roi arsacide d'Arménie ayant régné de 161 à 163 ; il est vassal des Parthes.
En 161, le roi parthe Vologèse IV chasse du trône d'Arménie le roi Sohaemus, vassal de Rome, et le remplace par un Arsacide  de son choix nommé Pakoros. Il prend le contrôle du pays après que le gouverneur de Cappadoce, Sedatius Severianus, battu à Elegeia, s'est donné la mort. Cependant, en 163, Sohaemus est réinstallé sur le trône par Marc Aurèle à la suite de la contre-offensive romaine menée par son général Statius Priscus ; au cours des combats, la ville d'Artaxata est durement touchée.
On identifie le plus souvent ce souverain d'Arménie avec Aurelios Pakoros, roi de Grande-Arménie, qui fit faire à Rome l'épitaphe de son frère Aurelios Merithates. Cela signifierait qu'il était devenu citoyen romain. On l'identifie souvent aussi avec le roi Pakoros dont le nom figure sur une pièce d'argenterie retrouvée à Dahovskaja, près de Maïkop.  